# Агостино Ди Бартоломей
Агостино Ди Бартоломей (8 април 1955 в Рим – 30 май 1994 в Сан Марко (Кастелабате)) е италиански футболист, играл като полузащитник, а понякога като защитник. Известен със своята елегантност като плеймейкър, смятан за един от най-великите италиански играчи в Италианския национален отбор.

## Кариера
Ди Бартоломей се ражда в предградие на Рим. Започва като футболист в „Гарбатела“ и е приет на работа в „Рома“ в детския отбор на четиринадесет. Скоро той пожелава да играе за мъжкия отбор и дебютира в италианската Серии А през сезон 1972/73.
През 1975 година е под наем в „Ланероси“ в Серия Б, след това се отрправя в „Дженоа“ и накрая отново се връща в „Рома“.
Ди Бартоломей страда от клинична депресия в последните си години, и се застрелва във вилата си в Сан Марко ди Кастелабате на 30 май 1994 година.

## Успехи
с Рома
- Серия А
  -  Шампион (1): 1982-83

- Купа на Италия
  -  Носител (3): 1979-80, 1980-81, 1983-84

- КЕШ
  -  Финалист (1): 1983 – 1984

### Индивидуални
- В Залата на славата на Рома